# 燕荔阳
燕荔阳，东汉中期鲜卑首领。
汉安帝永初年间，燕荔阳为鲜卑部落大人。他亲自到洛阳朝贺，接受赐给鲜卑王的印绶。被允许在宁城（今河北省张家口市宣化区西北）与汉朝互市贸易。东汉王朝在当地修筑南北两部质馆来接待他。于是鲜卑邑落一百二十部相继派使者入质宁城，归顺汉朝。作为沟通鲜卑与汉朝的关系的桥梁。从此后，鲜卑对汉朝时叛时降，并多次与匈奴、乌桓相攻击。